# Uruana
Uruana este un oraș în Goiás (GO), Brazilia.